# Король Ігор Євгенович
І́гор Євге́нович Коро́ль (нар. 26 серпня 1971, Донецьк, СРСР) — колабораціоніст з Росією та колишній український футболіст, що грав на позиціях захисника та півзахисника. Найбільш відомий за виступами у складі донецького «Металурга» та тернопільської «Ниви». Після завершення ігрової кар'єри — футбольний тренер.
2017 року переїхав до Донецька, де пішов на співпрацю з російською окупаційною адміністрацією і займається футбольною діяльністю на окупованій Росією території України.

## Життєпис
Ігор Король народився в Донецьку в родині футболіста Євгена Короля. Там же й почав робити перші кроки у великий футбол. У 1992 році дебютував у аматорському чемпіонаті України у складі донецького «Гаранта», а вже за місяць захищав кольори харцизького «Сілура», що виступав у перехідній лізі чемпіонату України. У складі цього клубу Король відіграв близько року, після чого транзитом через костянтинівський «Металург» перейшов до тернопільської «Ниви». У Тернополі Ігор одразу став стабільним гравцем основи, відігравши у «Ниві» повноцінних півтора сезони.
У квітні 1996 року Король дебютував у складі донецького «Металурга», виступи у якому стали вінцем кар'єри футболіста. Разом з донеччанами він здобув «золото» першої ліги та путівку до найвищого дивізіону. У 1998 році Ігор Король вирішив спробувати легіонерського хліба та вирушив до Росії, де зовсім нетривалий час захищав кольори калінінградської «Балтики», після чого знову повернувся до Донецька.
Протягом 2000—2001 років захищав кольори хмельницького «Поділля», «Машинобудівника» з Дружківки та футбольного клубу «Вінниця». Закінчив кар'єру виступами за івано-франківське «Прикарпаття» у 2002 році.
Після завершення кар'єри гравця до 2017 року працював тренером юнаків донецьких клубів «Олімпік» та «Металург», які евакуювалися з Донецька з початком російсько-української війни.
2017 року пішов на співпрацю з росіянами в окупованому Донецьку, де з тих пір тренує так звану «збірну ДНР».

## Досягнення
- Переможець першої ліги чемпіонату України (1): 1996/97
- Срібний призер групи «Б» другої ліги чемпіонату України (1): 1995/96
- Брав участь у «срібному» сезоні «Поділля» у групі «А» другої ліги чемпіонату України (1999/2000), однак провів на полі всього 2 матчі, чого замало для отримання медалей.